# Sigodesmus ruspolii
Sigodesmus ruspolii är en mångfotingart som först beskrevs av Filippo Silvestri 1896.  Sigodesmus ruspolii ingår i släktet Sigodesmus och familjen Gomphodesmidae. Inga underarter finns listade i Catalogue of Life.